# Tanzanapseudes elegans
Tanzanapseudes elegans is een naaldkreeftjessoort uit de familie van de Tanzanapseudidae. De wetenschappelijke naam van de soort is voor het eerst geldig gepubliceerd in 1976 door Roman.